# Snorkeling

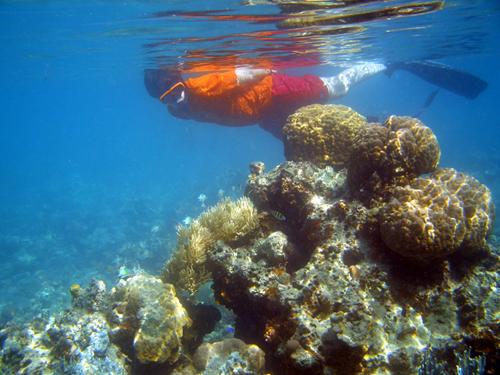
Snorkeling na rafie

Snorkeling – najprostsza forma aktywnej obserwacji życia podwodnego. Płetwonurek wyposażony w maskę, fajkę (ang. snorkel) i płetwy unosi się na powierzchni wody z zanurzoną twarzą, obserwując to, co dzieje się pod nim. 
Maska nurkowa umożliwia wyraźne widzenie pod wodą. Nieuzbrojone oko ludzkie przygotowane do widzenia w atmosferze powietrza, pod wodą, wskutek zmniejszonej różnicy w gęstości ośrodków (woda-soczewka) widzi obraz nieostry. Fajka umożliwia oddychanie bez unoszenia głowy ponad powierzchnię wody. Dzięki temu na powierzchni wody może się swobodnie unosić osoba całkowicie nieumiejąca pływać. Płetwy ułatwiają poruszanie się w wodzie.
Popularne miejsca uprawiania snorkelingu to ciepłe wody morskie, charakteryzujące się dużą przeźroczystością i bogactwem form życia. Znakomitym miejscem uprawiania snorkelingu jest wybrzeże Chorwacji i Morze Czerwone w Egipcie i Izraelu.

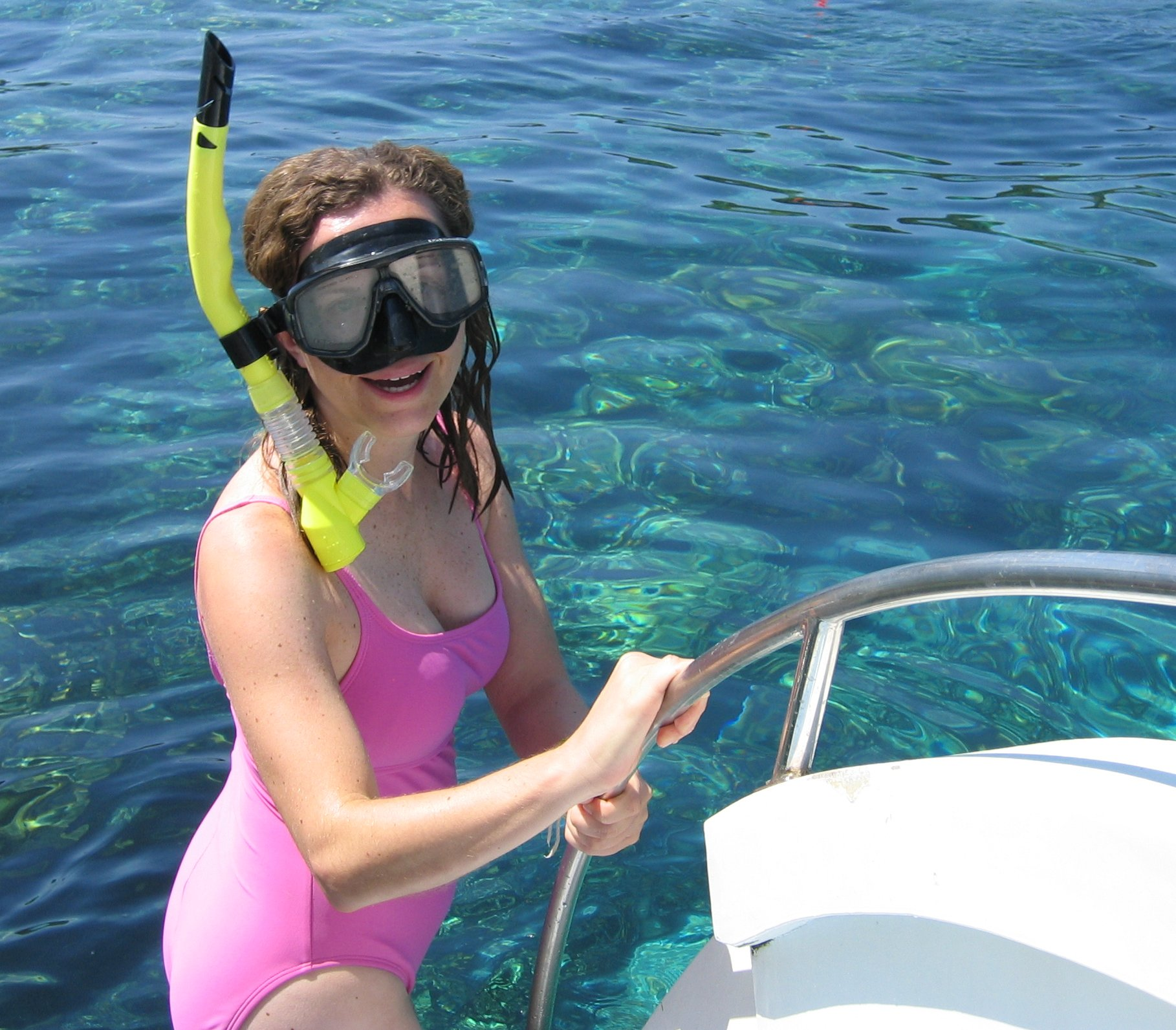
Nurek w masce z rurką
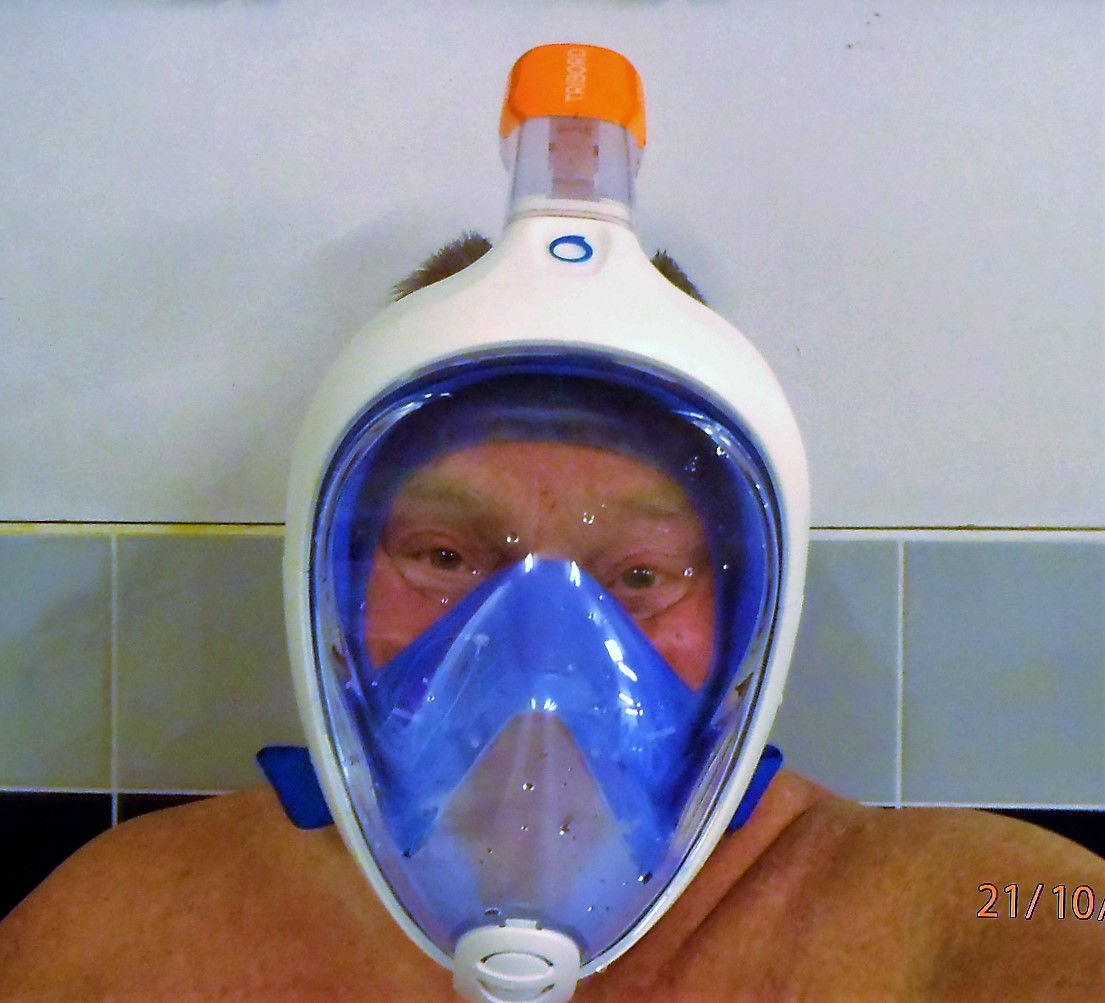
Maska do snorkelingu Decathlon Easybreath